# Albo d'oro del campionato di Secondo Livello (pallacanestro maschile)
L'albo d'oro del secondo livello del campionato di pallacanestro include l'elenco delle squadre promosse nel massimo torneo nazionale dal secondo livello del campionato italiano di pallacanestro.

## Storia
Il secondo livello del campionato italiano di pallacanestro ha più volte cambiato denominazione e numero di squadre partecipanti.

### Prima Divisione
Il primo campionato di seconda divisione venne organizzato dalla FIP con il nome di Prima Divisione nel 1930 e vinto dal dopolavoro dell'ATM (Milano). In questa prima fase durata fino al 1937 il campionato non assegnava promozioni nella serie maggiore.
| Stagione  | Vincitore                             | Promozioni nella Serie maggiore | Annotazioni |
| 1930      | ATM Milano (1° titolo)                | non ci sono state promozioni    | -           |
| 1931      | SGM Forza e Coraggio "A" (1º titolo)  | non ci sono state promozioni    | -           |
| 1932      | O.S.A. Milano (1º titolo)             | non ci sono state promozioni    | -           |
| 1933      | U.S. Bari (pallacanestro) (1º titolo) | non ci sono state promozioni    | -           |
| 1934      | Virtus Bologna (1º titolo)            | non ci sono state promozioni    | -           |
| 1935      | SG Costanza Milano (1º titolo)        | non ci sono state promozioni    | -           |
| 1935-1936 | Dop. Beltrame Trieste (1º titolo)     | non ci sono state promozioni    | -           |
| 1936-1937 | SS Parioli Roma (1º titolo)           | non ci sono state promozioni    | -           |

### Serie B
Il sistema di promozione e retrocessione con la serie maggiore venne introdotto nella stagione 1937-1938 con la promozione della Società Sportiva Parioli Roma (vincitrice del campionato) e della Pirelli Milano tale formula continuo fino al 1943 quando il campionato venne interrotto a causa della seconda guerra mondiale riprendendo solo nella stagione 1947-1948 proseguendo con la stessa formula fino alla riforma dei campionati del 1955 con la divisione della Serie A in due categorie distinte.
| Stagione  | Vincitore                                              | Promozioni nella Serie maggiore                                                  | Annotazioni |
| 1937-1938 | SS Parioli Roma (2º titolo)                            | Pirelli Milano                                                                   | - |
| 1938-1939 | GUF Milano (1° titolo)                                 | Giordana Genova                                                                  | - |
| 1939-1940 | Pallacanestro Napoli (1° titolo)                       | GUF Livorno                                                                      | - |
| 1940-1941 | CRDA Monfalcone (1º titolo)                            | GUF Roma                                                                         | - |
| 1941-1942 | Dop. Ilva Trieste (1º titolo)                          | GUF Palermo                                                                      | - |
| 1942-1943 | CREM La Spezia (1º titolo)                             | GUF Gorizia                                                                      | - |
| 1943-1947 | Campionati non disputati a causa del conflitto bellico | Campionati non disputati a causa del conflitto bellico                           | Campionati non disputati a causa del conflitto bellico |
| 1947-1948 | Gira Bologna (1° titolo)                               | Dop.Borletti Milano                                                              | Il Dop.Borletti Milano in estate in quell'estate si fuse con la Pallacanestro Olimpia Milano (che già giocava in Serie A in quell'anno con il diritto della Pallacanestro Como) rinunciando di fatto al diritto acquisito. |
| 1948-1949 | Lega Nazionale Trieste (1° titolo)                     | Polizia Civile Trieste Ginnastica Torino Edera Trieste Lega Nazionale Monfalcone | Edera Trieste e la Lega Nazionale Monfalcone rinunceranno alla Serie A per difficoltà finanziarie. Da questo campionato cominciano ad esserci le retrocessioni verso la terza serie                                        |
| 1949-1950 | Robur Ravenna (1° titolo)                              | Vela Viareggio Stamura Ancona Victoria Pesaro                                    | - |
| 1950-1951 | Pallacanestro Gallaratese (1° titolo)                  | OAR Esercito Bologna                                                             | - |
| 1951-1952 | Reyer Verezia "B" (1º titolo)                          | Ginnastica Goriziana Pallacanestro Napoli                                        | La Reyer Venezia B deve poi rinunciare alla promozione perché non è permesso ad una squadra B di essere nello stesso livello del campionato della squadra madre la Reyer Venezia Mestre che milita in serie A.             |
| 1952-1953 | Pallacanestro Pavia (1° titolo)                        | CRAL Junghans Venezia                                                            | - |
| 1953-1954 | Pallacanestro Cantù (1° titolo)                        | Stella Azzurra Roma                                                              | - |
| 1954-1955 | Pielle Livorno (1º titolo)                             | Cestistica Mazzini Bologna                                                       | Ultimo campionato di secondo livello denominato Serie B |

### Serie A
Con la nascita del campionato Elette dalla stagione 1955-1956 la Serie A diventa per 10 stagioni il secondo livello del campionato di pallacanestro mantenendo un sistema di promozioni e retrocessioni con le altre Serie del campionato
| Stagione  | Vincitore                               | Promozioni nella Serie maggiore                                                   | Annotazioni                                                    |
| 1955-1956 | Vela Viareggio (1º titolo)              | Pallacanestro Cantù                                                               | -                                                              |
| 1956-1957 | Ginnastica Triestina (1° titolo)        | Pallacanestro Livorno                                                             | -                                                              |
| 1957-1958 | Reyer Venezia (2º titolo)               | SS Lazio Basket                                                                   | -                                                              |
| 1958-1959 | Petrarca Padova (1º titolo)             | Libertas Livorno 1947                                                             | -                                                              |
| 1959-1960 | Libertas Biella (1º titolo)             | SS Lazio Basket                                                                   | -                                                              |
| 1960-1961 | Pallacanestro Vigevano (1º titolo)      | Nuova Pallacanestro Gorizia                                                       | -                                                              |
| 1961-1962 | -                                       | Partenope Napoli Basket Ex Alunni Massimo Roma Robur Varese Pallacanestro Treviso | Non viene assegnato il titolo di campione d'Italia di Serie A. |
| 1962-1963 | Nuova Pallacanestro Gorizia (1° titolo) | S.C. Gira DDM La Spezia                                                           | -                                                              |
| 1963-1964 | Pallacanestro Milano 1958 (1° titolo)   | Reyer Venezia                                                                     | -                                                              |
| 1964-1965 | Sant'Agostino (1º titolo)               | Partenope Napoli Basket V.L. Pesaro                                               | -                                                              |

### Serie B
Dalla Stagione 1965-1966 il Campionato di Serie A e Elette si riunirono riportato la Serie B ad essere il secondo livello del campionato fino alla stagione 1973-1974
| Stagione  | Vincitore                               | Promozioni nella Serie maggiore | Annotazioni |
| 1965-1966 | Nuova Pallacanestro Gorizia (2° titolo) | Libertas Livorno 1947           | -           |
| 1966-1967 | Partenope Napoli Basket (1° titolo)     | Libertas Forlì                  | -           |
| 1967-1968 | A.P.U. Udine (1º titolo)                | Stella Azzurra Roma             | -           |
| 1968-1969 | Nuova Pallacanestro Gorizia (3° titolo) | Olimpia Cagliari                | -           |
| 1969-1970 | Libertas Biella (2º titolo)             | Libertas Livorno 1947           | -           |
| 1970-1971 | Stella Azzurra Roma (1° titolo)         | Petrarca Padova                 | -           |
| 1971-1972 | Libertas Asti (1º titolo)               | Olimpia Cagliari Robur Varese   | -           |
| 1972-1973 | Mens Sana Siena (1º titolo)             | Real Sebastiani Rieti           | -           |
| 1973-1974 | Stella Azzurra Roma (2° titolo)         | Basket Mestre 1958              | -           |

### Serie A2
Il 15 marzo 1974, durante un'assemblea straordinaria della Lega Società di Pallacanestro Serie A, viene esposta per la prima volta la proposta di suddividere il massimo campionato in due gruppi. Tale proposta verrà approvata il 22 maggio dello stesso anno dopo una riuninode del consiglio Federale della F.I.P. e annunicata due giorno dopo dall'allora presidente Claudio Coccia al Martini Club di Roma. Manterrà tale denominazione per 27 stagioni fino alla nascita della Legadue
| Stagione  | Vincitore                               | Promozioni nella Serie maggiore                                                        | Annotazioni                                        |
| 1974-1975 | Libertas Forlì (1º titolo)              | Auxilium Torino Real Sebastiani Rieti Olimpia Cagliari APU Udinese Stella Azzurra Roma | -                                                  |
| 1975-1976 | Reyer Venezia (3º titolo)               | Fortitudo Bologna Nuova Pallacanestro Gorizia                                          | -                                                  |
| 1976-1977 | Olimpia Milano (1º titolo)              | S.C. Gira Athletic Genova                                                              | -                                                  |
| 1977-1978 | Sebastiani Rieti (1º titolo)            | Mens Sana Siena Auxilium Torino V.L. Pesaro Pall. Vigevano                             | -                                                  |
| 1978-1979 | Basket Mestre (1º titolo)               | Fulgor L. Forlì SS Lazio Basket Basket Brescia                                         | -                                                  |
| 1979-1980 | Nuova Pallacanestro Gorizia (4° titolo) | Fortitudo Bologna Virtus Roma Pall. Trieste                                            | -                                                  |
| 1980-1981 | Reyer Venezia (4º titolo)               | Basket Mestre Pall. Treviso Pall. Brindisi                                             | -                                                  |
| 1981-1982 | Basket Brescia (1° titolo)              | Nuova Pallacanestro Gorizia Fabriano Basket Libertas Livorno 1947                      | -                                                  |
| 1982-1983 | Alpe Bergamo (1º titolo)                | Juvecaserta Napoli Basket Fulgor L. Forlì                                              | -                                                  |
| 1983-1984 | Pall. Reggiana (1º titolo)              | Amici Pall. Udinese Fortitudo Bologna Basket Rimini                                    | -                                                  |
| 1984-1985 | Viola R. Calabria (1º titolo)           | Pall. Treviso Basket Brescia Pielle Livorno                                            | -                                                  |
| 1985-1986 | Libertas Livorno 1947 (1º titolo)       | Fortitudo Bologna Reyer Venezia Amici Pall. Udinese                                    | -                                                  |
| 1986-1987 | Pall. Treviso (1º titolo)               | Pall. Firenze Aurora Desio Napoli Basket                                               | -                                                  |
| 1987-1988 | Fortitudo Bologna (2º titolo)           | Pall. Reggiana Janus Basket Fabriano                                                   | -                                                  |
| 1988-1989 | Viola R. Calabria (2º titolo)           | Aurora Desio Pallacanestro Firenze Sporting Club Montecatini Terme                     | -                                                  |
| 1989-1990 | Auxilium Torino (1º titolo)             | Pall. Trieste Libertas Forlì                                                           | -                                                  |
| 1990-1991 | Scaligera Verona (1º titolo)            | Mens Sana Siena Pall. Pavia Pall. Trapani                                              | -                                                  |
| 1991-1992 | Viola R. Calabria (3º titolo)           | Montecatini S.C. Basket Rimini Olimpia Pistoia Reyer Venezia Fabriano Basket           | -                                                  |
| 1992-1993 | Pall. Reggiana (2º titolo)              | Scaligera Verona Fortitudo Bologna                                                     | -                                                  |
| 1993-1994 | Pall. Varese (1º titolo)                | Aurora Desio Mens Sana Siena                                                           | Aurora Desio non ammessa alla stagione successiva  |
| 1994-1995 | Aresium (1º titolo)                     | Libertas Forlì                                                                         | -                                                  |
| 1995-1996 | Pall. Cantù (1º titolo)                 | Reyer Venezia                                                                          | Reyer Venezia non ammessa alla stagione successiva |
| 1996-1997 | Basket Rimini (1º titolo)               | Pall. Reggiana                                                                         | -                                                  |
| 1997-1998 | UG Goriziana (5º titolo)                | A. Costa Imola                                                                         | -                                                  |
| 1998-1999 | Montecatini S.C. (1º titolo)            | Pall. Trieste Viola R. Calabria V.L. Pesaro                                            | -                                                  |
| 1999-2000 | Pall. Roseto (1º titolo)                | Scandone Avellino Amici Pallacanestro Udine                                            | -                                                  |
| 2000-2001 | Pall. Biella (1º titolo)                | Basket Livorno Fabriano Basket                                                         | -                                                  |

### Legadue
Tra il 2001 e il 2013 il secondo livello del campionato italiano divenne professionistico con la nascita della Legadue di seguito la tabella dei campionati disputati
| Stagione  | Vincitore                    | Promozioni nella Serie maggiore | Annotazioni |
| 2001-2002 | SS Basket Napoli (1º titolo) | -                               | -           |
| 2003-2004 | Pall. Reggiana (3º titolo)   | Aurora Jesi                     | -           |
| 2004-2005 | Orlandina Basket (1° titolo) | Virtus Bologna                  | -           |
| 2005-2006 | Scafati Basket (1° titolo)   | Sutor Montegranaro              | -           |
| 2006-2007 | Sebastiani Rieti (2º titolo) | V.L. Pesaro                     | -           |
| 2007-2008 | B.C. Ferrara (1º titolo)     | Juvecaserta                     | -           |
| 2008-2009 | Pall. Varese (2º titolo)     | Triboldi                        | -           |
| 2009-2010 | N.B. Brindisi (1º titolo)    | Dinamo Sassari                  | -           |
| 2010-2011 | Junior Casale (1º titolo)    | Reyer Venezia                   | -           |
| 2011-2012 | Pall. Reggiana (4º titolo)   | N.B. Brindisi                   | -           |
| 2012-2013 | Pistoia Basket (1º titolo)   | -                               | -           |

### DNA Gold
Con la riorganizzazione dei campionati si passo in un anno di transizione in cui il Secondo livello divenne la Divisione Nazionale A (Gold)
| Stagione  | Vincitore                 | Promozioni nella Serie maggiore | Annotazioni |
| 2013-2014 | Aquila Trento (1º titolo) | Orlandina Basket                | -           |

### Serie A2
A seguito dell'anno di transizione il campionato venne rinominato come Serie A2 e gestito dalla Lega Nazionale Pallacanestro
| Stagione  | Vincitore                     | Promozioni nella Serie maggiore | Annotazioni   |
| 2014-2015 | PMS Torino (1° titolo)        | -                               | -             |
| 2015-2016 | Leonessa Brescia (2º titolo)  | -                               | -             |
| 2016-2017 | Virtus Bologna (2º titolo)    | -                               | -             |
| 2017-2018 | Pall. Trieste (1º titolo)     | -                               | -             |
| 2018-2019 | Fortitudo Bologna (2º titolo) | Universo Treviso Virtus Roma    | -             |
| 2019-2020 | non assegnato                 | non assegnato                   | non assegnato |
| 2020-2021 | -                             | Napoli Basket Derthona Basket   | -             |
| 2021-2022 | Scaligera Verona (2º titolo)  | Scafati Basket                  | -             |
| 2022-2023 | Vanoli Cremona (1º titolo)    | Pistoia Basket                  | -             |
| 2023-2024 | Trapani Shark (1° titolo)     | Pall. Trieste                   | -             |
| 2024-2025 | Basket Udine (1° titolo)      | Pall. Cantù                     | -             |
| 2025-2026 | -                             | -                               | -             |

## Vittorie

### Per Squadra
nelle 92 edizioni disputate il campionato di secondo livello è stato vinto da 66 squadre diverse riportate nella tabella seguente
| Squadre                     | Titoli | Edizioni vinte                                        | Città                | Regione               |
| Nuova Pallacanestro Gorizia | 5      | 1962-1963, 1965-1966, 1968-1969, 1979-1980, 1997-1998 | Gorizia              | Friuli-Venezia Giulia |
| Pallacanestro Reggiana      | 4      | 1983-1984, 1992-1993, 2003-2004, 2011-2012            | Reggio Emilia        | Emilia-Romagna        |
| Reyer Venezia               | 4      | 1951-1952, 1957-1958, 1975-1976, 1980-1981            | Venezia              | Veneto                |
| Libertas Biella             | 3      | 1959-1960, 1969-1970, 2000-2001                       | Biella               | Piemonte              |
| Pallacanestro Viola         | 3      | 1984-1985, 1988-1989, 1991-1992                       | Reggio Calabria      | Calabria              |
| Amici Pall. Udinese         | 2      | 1967-1968, 2024-2025                                  | Udine                | Friuli-Venezia Giulia |
| Scaligera Verona            | 2      | 1990-1991, 2021-2022                                  | Verona               | Veneto                |
| Fortitudo Bologna           | 2      | 1987-1988, 2018-2019                                  | Bologna              | Emilia-Romagna        |
| Virtus Bologna              | 2      | 1934, 2016-2017                                       | Bologna              | Emilia-Romagna        |
| Pallacanestro Varese        | 2      | 1993-1994, 2008-2009                                  | Varese               | Lombardia             |
| Sebastiani Rieti            | 2      | 1977-1978, 2006-2007                                  | Rieti                | Lazio                 |
| Pallacanestro Cantù         | 2      | 1953-1954, 1995-1996                                  | Cantù                | Lombardia             |
| Stella Azzurra Roma         | 2      | 1970-1971, 1973-1974                                  | Roma                 | Lazio                 |
| SS Parioli Roma             | 2      | 1936-1937, 1937-1938                                  | Roma                 | Lazio                 |
| Trapani Shark               | 1      | 2023-2024                                             | Trapani              | Sicilia               |
| Vanoli Cremona              | 1      | 2022-2023                                             | Cremona              | Lombardia             |
| Pallacanestro Trieste       | 1      | 2017-2018                                             | Trieste              | Friuli-Venezia Giulia |
| Pallacanestro Brescia       | 1      | 2015-2016                                             | Brescia              | Lombardia             |
| PMS Torino                  | 1      | 2014-2015                                             | Torino               | Piemonte              |
| Aquila Trento               | 1      | 2013-2014                                             | Trento               | Trentino-Alto Adige   |
| Pistoia Basket              | 1      | 2012-2013                                             | Pistoia              | Toscana               |
| Junior Casale               | 1      | 2010-2011                                             | Casale Monferrato    | Piemonte              |
| New Basket Brindisi         | 1      | 2009-2010                                             | Brindisi             | Puglia                |
| Basket Club Ferrara         | 1      | 2007-2008                                             | Ferrara              | Emilia-Romagna        |
| Scafati Basket              | 1      | 2005-2006                                             | Scafati              | Campania              |
| Orlandina Basket            | 1      | 2004-2005                                             | Capo d'Orlando       | Sicilia               |
| SS Basket Napoli            | 1      | 2001-2002                                             | Napoli               | Campania              |
| Pallacanestro Roseto        | 1      | 1999-2000                                             | Roseto degli Abruzzi | Abruzzo               |
| Montecatini Sporting Club   | 1      | 1998-1999                                             | Montecatini Terme    | Toscana               |
| Rinascita Basket Rimini     | 1      | 1996-1997                                             | Rimini               | Emilia-Romagna        |
| Aresium                     | 1      | 1994-1995                                             | Milano               | Lombardia             |
| Auxilium Torino             | 1      | 1989-1990                                             | Torino               | Piemonte              |
| Pallacanestro Treviso       | 1      | 1986-1987                                             | Treviso              | Veneto                |
| Libertas Livorno 1947       | 1      | 1985-1986                                             | Livorno              | Toscana               |
| Alpe Bergamo                | 1      | 1982-1983                                             | Bergamo              | Lombardia             |
| Basket Brescia              | 1      | 1981-1982                                             | Brescia              | Lombardia             |
| Sant'Agostino               | 1      | 1964-1965                                             | Bologna              | Emilia-Romagna        |
| Partenope Napoli Basket     | 1      | 1966-1967                                             | Napoli               | Campania              |
| Basket Mestre               | 1      | 1978-1979                                             | Mestre               | Veneto                |
| Olimpia Milano              | 1      | 1976-1977                                             | Milano               | Lombardia             |
| Libertas Forlì              | 1      | 1974-1975                                             | Forlì                | Emilia-Romagna        |
| Mens Sana Siena             | 1      | 1972-1973                                             | Siena                | Toscana               |
| Libertas Asti               | 1      | 1971-1972                                             | Asti                 | Piemonte              |
| Milano 1958                 | 1      | 1963-1964                                             | Milano               | Lombardia             |
| Pallacanestro Vigevano      | 1      | 1960-1961                                             | Vigevano             | Lombardia             |
| Petrarca Padova             | 1      | 1958-1959                                             | Padova               | Veneto                |
| S.G. Triestina              | 1      | 1956-1957                                             | Trieste              | Friuli-Venezia Giulia |
| Vela Viareggio              | 1      | 1955-1956                                             | Viareggio            | Toscana               |
| Pielle Livorno              | 1      | 1954-1955                                             | Livorno              | Toscana               |
| Pallacanestro Pavia         | 1      | 1952-1953                                             | Pavia                | Lombardia             |
| Pallacanestro Gallaratese   | 1      | 1950-1951                                             | Varese               | Lombardia             |
| Robur Ravenna               | 1      | 1949-1950                                             | Ravenna              | Emilia-Romagna        |
| Lega Nazionale Trieste      | 1      | 1948-1949                                             | Trieste              | Friuli-Venezia Giulia |
| Gira Bologna                | 1      | 1947-1948                                             | Bologna              | Emilia-Romagna        |
| CREM La Spezia              | 1      | 1942-1943                                             | La Spezia            | Liguria               |
| Dop. Ilva Trieste           | 1      | 1941-1942                                             | Trieste              | Friuli-Venezia Giulia |
| CRDA Monfalcone             | 1      | 1940-1941                                             | Monfalcone           | Friuli-Venezia Giulia |
| Pallacanestro Napoli        | 1      | 1939-1940                                             | Napoli               | Campania              |
| GUF Milano                  | 1      | 1938-1939                                             | Milano               | Lombardia             |
| Dop. Beltrame Trieste       | 1      | 1935-1936                                             | Trieste              | Friuli-Venezia Giulia |
| SG Costanza Milano          | 1      | 1935                                                  | Milano               | Lombardia             |
| U.S. Bari                   | 1      | 1933                                                  | Bari                 | Puglia                |
| O.S.A. Milano               | 1      | 1932                                                  | Milano               | Lombardia             |
| SGM Forza e Coraggio "A"    | 1      | 1931                                                  | Milano               | Lombardia             |
| ATM Milano                  | 1      | 1930                                                  | Milano               | Lombardia             |

### Per Regione
| Regione               | Titoli | Squadre vincenti |
| Lombardia             | 19     | Basket Brescia (1); Pallacanestro Varese (2); Pallacanestro Cantù (2); ATM Milano (1); SGM Forza e Coraggio "A" (1); O.S.A. Milano (1); SG Costanza Milano (1); GUF Milano (1); Pallacanestro Gallaratese (1); Pallacanestro Pavia (1); Milano 1958 (1); Pallacanestro Vigevano (1); Olimpia Milano (1); Alpe Bergamo (1); Aresium (1); Vanoli Cremona (1); Pallacanestro Brescia (1) |
| Emilia-Romagna        | 14     | Pallacanestro Reggiana (4); Fortitudo Bologna (2); Virtus Bologna (2); Gira Bologna (1); Robur Ravenna (1); Sant'Agostino (1); Libertas Forlì (1); Rinascita Basket Rimini (1); Basket Club Ferrara (1) |
| Friuli-Venezia Giulia | 13     | Nuova Pallacanestro Gorizia (5); Dop. Beltrame Trieste (1); CRDA Monfalcone (1); Dop. Ilva Trieste (1); Lega Nazionale Trieste (1); Ginnastica Triestina (1); A.P.U. Udine (1); Pallacanestro Trieste (2) |
| Veneto                | 9      | Reyer Venezia (4); Scaligera Verona (2); Petrarca Padova (1); Basket Mestre (1); Pallacanestro Treviso (1) |
| Piemonte              | 7      | Libertas Biella (3); Libertas Asti (1); Auxilium Torino (1); Junior Casale (1); PMS Torino (1) |
| Lazio                 | 6      | Sebastiani Rieti (2); Stella Azzurra Roma (2); SS Parioli Roma (2) |
| Toscana               | 6      | Pielle Livorno (1); Vela Viareggio (1); Mens Sana Siena (1); Libertas Livorno 1947 (1); Montecatini Sporting Club (1); Pistoia Basket (1) |
| Campania              | 4      | Pallacanestro Napoli (1); Partenope Napoli Basket (1); SS Basket Napoli (1); Scafati Basket (1) |
| Calabria              | 3      | Pallacanestro Viola (3) |
| Sicilia               | 2      | Orlandina Basket (1); Trapani Shark (1) |
| Puglia                | 2      | U.S. Bari (1); New Basket Brindisi (1) |
| Trentino-Alto Adige   | 1      | Aquila Trento (1) |
| Abruzzo               | 1      | Pallacanestro Roseto (1) |
| Liguria               | 1      | CREM La Spezia (1) |

## Promozioni
Nei 92 campionati i criteri per permettere la promozione nella serie maggiore sono cambiati numerose volte nel corso degli anni passando da 1 ad un massimo di 6 promozioni per campionato. Sono state promosse nella lega maggiore 97 formazioni diverse e detiene il record di promozioni Nuova Pallacanestro Gorizia (9) mentre la regione con più promozioni è l'Emilia-Romagna (33). 
| Squadre                     | Promozioni | Città                | Regione               |
| Nuova Pallacanestro Gorizia | 9          | Gorizia              | Friuli-Venezia Giulia |
| Reyer Venezia               | 8          | Venezia              | Veneto                |
| Fortitudo Bologna           | 7          | Bologna              | Emilia-Romagna        |
| Pallacanestro Trieste       | 7          | Trieste              | Friuli-Venezia Giulia |
| Pallacanestro Reggiana      | 6          | Reggio Emilia        | Emilia-Romagna        |
| Amici Pallacanestro Udine   | 5          | Udine                | Friuli-Venezia Giulia |
| Libertas Livorno 1947       | 5          | Livorno              | Toscana               |
| Stella Azzurra Roma         | 5          | Roma                 | Lazio                 |
| Janus Basket Fabriano       | 4          | Fabriano             | Marche                |
| Libertas Forlì              | 4          | Forlì                | Emilia-Romagna        |
| Mens Sana Siena             | 4          | Siena                | Toscana               |
| Pallacanestro Treviso       | 4          | Treviso              | Veneto                |
| Real Sebastiani Rieti       | 4          | Rieti                | Lazio                 |
| V.L. Pesaro                 | 4          | Pesaro               | Marche                |
| Pallacanestro Viola         | 4          | Reggio Calabria      | Calabria              |
| Aurora Desio                | 3          | Desio                | Lombardia             |
| Auxilium Torino             | 3          | Torino               | Piemonte              |
| Basket Brescia              | 3          | Brescia              | Lombardia             |
| Basket Mestre               | 3          | Mestre               | Veneto                |
| Rinascita Basket Rimini     | 3          | Rimini               | Emilia-Romagna        |
| Montecatini Sporting Club   | 3          | Montecatini Terme    | Toscana               |
| Olimpia Cagliari            | 3          | Cagliari             | Sardegna              |
| Pallacanestro Cantù         | 3          | Cantù                | Lombardia             |
| Partenope Napoli Basket     | 3          | Napoli               | Campania              |
| Pielle Livorno              | 3          | Livorno              | Toscana               |
| Gira Bologna                | 3          | Bologna              | Emilia-Romagna        |
| Scaligera Verona            | 3          | Verona               | Veneto                |
| SS Lazio Basket             | 3          | Roma                 | Lazio                 |
| Napoli Basket '78           | 2          | Napoli               | Campania              |
| Fulgor L. Forlì             | 2          | Forlì                | Emilia-Romagna        |
| Juvecaserta                 | 2          | Caserta              | Campania              |
| Libertas Biella             | 2          | Biella               | Piemonte              |
| New Basket Brindisi         | 2          | Brindisi             | Puglia                |
| Orlandina Basket            | 2          | Capo d'Orlando       | Sicilia               |
| Pallacanestro Firenze       | 2          | Firenze              | Toscana               |
| Pallacanestro Napoli        | 2          | Napoli               | Campania              |
| Petrarca Padova             | 2          | Padova               | Veneto                |
| Pistoia Basket              | 2          | Pistoia              | Toscana               |
| Robur Varese                | 2          | Varese               | Lombardia             |
| Scafati Basket              | 2          | Scafati              | Campania              |
| Trapani Shark               | 2          | Trapani              | Sicilia               |
| Vanoli Cremona              | 2          | Cremona              | Lombardia             |
| Vela Viareggio              | 2          | Viareggio            | Toscana               |
| Virtus Bologna              | 2          | Bologna              | Emilia-Romagna        |
| Virtus Roma                 | 2          | Roma                 | Lazio                 |
| Pallacanestro Pavia         | 2          | Pavia                | Lombardia             |
| Pallacanestro Vigevano      | 2          | Vigevano             | Lombardia             |
| Alpe Bergamo                | 1          | Bergamo              | Lombardia             |
| Andrea Costa Imola          | 1          | Imola                | Emilia-Romagna        |
| Aquila Trento               | 1          | Trento               | Trentino-Alto Adige   |
| Aresium Milano              | 1          | Milano               | Lombardia             |
| Athletic Genova             | 1          | Genova               | Liguria               |
| Aurora Jesi                 | 1          | Jesi                 | Marche                |
| Basket Club Ferrara         | 1          | Ferrara              | Emilia-Romagna        |
| Basket Livorno              | 1          | Livorno              | Toscana               |
| Cestistica Mazzini Bologna  | 1          | Bologna              | Emilia-Romagna        |
| CRAL Junghans Venezia       | 1          | Venezia              | Veneto                |
| CRDA Monfalcone             | 1          | Monfalcone           | Friuli-Venezia Giulia |
| CREM La Spezia              | 1          | La Spezia            | Liguria               |
| DDM La Spezia               | 1          | La Spezia            | Liguria               |
| Derthona Basket             | 1          | Tortona              | Piemonte              |
| Dinamo Sassari              | 1          | Sassari              | Sardegna              |
| Dop. Ilva Trieste           | 1          | Trieste              | Friuli-Venezia Giulia |
| Edera Trieste               | 1          | Trieste              | Friuli-Venezia Giulia |
| Ex Alunni Massimo Roma      | 1          | Roma                 | Lazio                 |
| Ginnastica Torino           | 1          | Torino               | Piemonte              |
| Ginnastica Triestina        | 1          | Trieste              | Friuli-Venezia Giulia |
| Giordana Genova             | 1          | Genova               | Liguria               |
| GUF Gorizia                 | 1          | Gorizia              | Friuli-Venezia Giulia |
| GUF Livorno                 | 1          | Livorno              | Toscana               |
| GUF Milano                  | 1          | Milano               | Lombardia             |
| GUF Palermo                 | 1          | Palermo              | Sicilia               |
| GUF Roma                    | 1          | Roma                 | Lazio                 |
| Junior Casale               | 1          | Casale Monferrato    | Piemonte              |
| Lega Nazionale Monfalcone   | 1          | Monfalcone           | Friuli-Venezia Giulia |
| Lega Nazionale Trieste      | 1          | Trieste              | Friuli-Venezia Giulia |
| Pallacanestro Brescia       | 1          | Brescia              | Lombardia             |
| Libertas Asti               | 1          | Asti                 | Piemonte              |
| Napoli Basket               | 1          | Napoli               | Campania              |
| OAR Esercito Bologna        | 1          | Bologna              | Emilia-Romagna        |
| Olimpia Milano              | 1          | Milano               | Lombardia             |
| Olimpia Pistoia             | 1          | Pistoia              | Toscana               |
| Pallacanestro Biella        | 1          | Biella               | Piemonte              |
| Pallacanestro Brindisi      | 1          | Brindisi             | Puglia                |
| Milano 1958                 | 1          | Milano               | Lombardia             |
| Pirelli Milano              | 1          | Milano               | Lombardia             |
| PMS Torino                  | 1          | Torino               | Piemonte              |
| Polizia Civile Trieste      | 1          | Trieste              | Friuli-Venezia Giulia |
| Sant'Agostino               | 1          | Bologna              | Emilia-Romagna        |
| Scandone Avellino           | 1          | Avellino             | Campania              |
| SS Basket Napoli            | 1          | Napoli               | Campania              |
| SS Parioli Roma             | 1          | Roma                 | Lazio                 |
| Stamura Ancona              | 1          | Ancona               | Marche                |
| Sutor Montegranaro          | 1          | Montegranaro         | Marche                |
| Universo Treviso            | 1          | Treviso              | Veneto                |
| Pallacanestro Roseto        | 1          | Roseto degli Abruzzi | Abruzzo               |
| Pallacanestro Gallaratese   | 1          | Gallarate            | Lombardia             |
| Robur Ravenna               | 1          | Ravenna              | Emilia-Romagna        |

### Per Regione
| Regione               | Promozioni | N° Squadre | Squadre vincenti |
| Emilia-Romagna        | 33         | 13         | Fortitudo Bologna; Pallacanestro Reggiana; Libertas Forlì; Basket Rimini; SC Gira Bologna; Fulgor L. Forlì; Virtus Bologna; Andrea Costa Imola; Basket Club Ferrara; Cestistica Mazzini Bologna; OAR Esercito Bologna; Sant'Agostino; Robur Ravenna                                 |
| Friuli-Venezia Giulia | 29         | 11         | Nuova Pallacanestro Gorizia; Pallacanestro Trieste; Amici Pall. Udinese; CRDA Monfalcone; Dop. Ilva Trieste; Edera Trieste; Ginnastica Triestina; GUF Gorizia; Lega Nazionale Monfalcone; Lega Nazionale Trieste; Polizia Civile Trieste;                                           |
| Lombardia             | 25         | 15         | Basket Brescia; Pallacanestro Cantù; Robur Varese; Vanoli Basket Cremona; Pallacanestro Pavia; Pallacanestro Vigevano; Alpe Bergamo; Aresium; GUF Milano; Pallacanestro Brescia; Olimpia Milano; Pallacanestro Milano 1958; Pirelli Milano; Pallacanestro Gallaratese; Aurora Desio |
| Toscana               | 24         | 10         | Libertas Livorno 1947; Mens Sana Siena; Montecatini Sporting Club; Pielle Livorno; Pallacanestro Firenze; Pistoia Basket; Vela Viareggio; Basket Livorno; GUF Livorno; Olimpia Pistoia                                                                                              |
| Veneto                | 22         | 7          | Reyer Venezia; Pallacanestro Treviso; Basket Mestre; Scaligera Verona; Petrarca Padova; CRAL Junghans Venezia; Universo Treviso |
| Lazio                 | 17         | 7          | Stella Azzurra Roma; Real Sebastiani Rieti; SS Lazio Basket; Virtus Roma; Ex Alunni Massimo Roma; GUF Roma; SS Parioli Roma |
| Campania              | 14         | 7          | Napoli Basket Partenope; Napoli Basket; Juvecaserta; Pallacanestro Napoli; Scafati Basket; Scandone Avellino; SS Basket Napoli |
| Marche                | 11         | 5          | Janus Basket Fabriano; V.L. Pesaro; Aurora Jesi; Stamura Ancona; Sutor Montegranaro |
| Piemonte              | 11         | 8          | Auxilium Torino; Libertas Biella; Derthona Basket; Ginnastica Torino; Junior Casale; Libertas Asti; Pallacanestro Biella; PMS Torino |
| Sicilia               | 5          | 3          | Orlandina Basket; Trapani Shark; GUF Palermo |
| Calabria              | 4          | 1          | Pallacanestro Viola |
| Liguria               | 4          | 4          | Athletic Genova; CREM La Spezia; DDM La Spezia; Giordana Genova |
| Sardegna              | 4          | 2          | Olimpia Cagliari; Dinamo Sassari |
| Puglia                | 3          | 2          | New Basket Brindisi; Pallacanestro Brindisi |
| Trentino-Alto Adige   | 1          | 1          | Aquila Trento |
| Abruzzo               | 1          | 1          | Pallacanestro Roseto |